# Zombeavers
Pour plus de détails, voir Fiche technique et Distribution.
Zombeavers est un film américain réalisé par Jordan Rubin, sorti en 2014.

## Synopsis
Un groupe d'adolescentes part en vacances dans un chalet loué au bord d'un lac, bientôt rejointes par des garçons. Au début tout le monde s'amuse : sexe, alcool, baignade, bronzette mais bientôt le groupe se retrouve coincé à proximité d'un barrage de castors infectés par un produit radioactif accidentellement tombé d'une camionnette. Comment s'en sortir contre une armée de castors morts-vivants quand la seule route de ce coin perdu est barrée par un arbre rongé, et que les fils des téléphones ont été grignotés ?

## Fiche technique
- Titre : Zombeavers
- Réalisation : Jordan Rubin
- Scénario : Al Kaplan, Jordan Rubin et Jon Kaplan
- Musique : Al Kaplan et Jon Kaplan
- Photographie : Jonathan Hall
- Montage : Seth Flaum et Ed Marx
- Production : Evan Astrowsky, Chris Bender, Christopher Lemole, J.C. Spink, Jake Weiner et Tim Zajaros
- Société de production : Armory Films, BenderSpink et Canal+
- Société de distribution : Freestyle Releasing (États-Unis)
- Pays :  États-Unis
- Genre : Comédie horrifique, fantastique
- Durée : 77 minutes
- Dates de sortie : 
  - États-Unis : 2014
  - France : 2014
- Interdit aux moins de 12 ans

## Distribution
- Rachel Melvin (VF : Pascale Chemin) : Mary
- Cortney Palm (VF : Marie Nonnenmacher) : Zoe
- Lexi Atkins : Jenn
- Hutch Dano : Sam
- Jake Weary (VF : Adrien Solis) : Tommy
- Peter Gilroy : Buck
- Rex Linn : Smyth
- Brent Briscoe : Winston Gregorson
- Phyllis Katz (VF : Nathalie Bienaimé) : Myrne Gregorson
- Robert R. Shafer : Trucker
- Bill Burr : Joseph
- John Mayer (VF : Jean-Pierre Leblan) : Luke

## Accueil
Le film a reçu un accueil moyen de la critique. Il obtient un score moyen de 44 % sur Metacritic.